# Michel Nowak
Michel Nowak, född den 30 juni 1962 i Annaba, Algeriet, är en fransk judoutövare.
Han tog OS-brons i herrarnas halv mellanvikt i samband med de olympiska judotävlingarna 1984 i Los Angeles.